# Asian Women's Club Volleyball Championship 2022
Asian Women's Club Volleyball Championship 2022 utspelade sig i Semej, Kazakstan mellan 24 och 30 april 2022. Det var den 22:a upplagan av Asian Women's Club Volleyball Championship och sex lag från AVC:s medlemsförbund deltog. Kuanysj VK vann tävlingen för första gången genom att besegra VK Altaj i finalen. 

## Kvalificering
Enligt AVC-regelverk kan maximalt 16 lag delta, med nedanstående uppdelning:
- 1 lag från värdlandet
- 10 lag baserat på den slutställningen för föregående upplaga
- 5 lag från var och en av AVC:s 5 zoner (med en kvalificeringsturnering om det behövs)

På grund av förväntade svårigheter för nationella förbund att ställa upp med lag på grund av COVID-19-pandemin, tillät AVC två klubbar från samma nationella förbund att delta i fallet att det fanns färre än 8 förbund med i turneringen. Om färre än 16 lag deltog had värdlandet rätt att anmäla två lag. I slutändan deltog endast fem nationella förbund och Kazakstan var enda land att skicka två klubbar.
| Kvalsätt                                        | Kvalsätt                                        | Datum                          | Plats             | Grupp | Kvalificerade                                 |
| ----------------------------------------------- | ----------------------------------------------- | ------------------------------ | ----------------- | ----- | --------------------------------------------- |
| Värdland                                        | Värdland                                        | i.u.                           | i.u.              | 1     | KazakhstanA                                   |
| Asian Women's Club Volleyball Championship 2021 | Asian Women's Club Volleyball Championship 2021 | 1–7 oktober 2021               | Nakhon Ratchasima | 3     | KazakhstanA · Thailand · Iran · FilippinernaB |
| Zonplatser                                      | EAZVA                                           | Inte senare än 15 januari 2022 | Bangkok           | 0     | JapanC                                        |
| Zonplatser                                      | CAZVA                                           | Inte senare än 15 januari 2022 | Bangkok           | 2     | Uzbekistan Kyrgyzstan                         |
| Total                                           | Total                                           | Total                          | Total             | 6     |                                               |

^A  Kazakhstan var som värd berättigad att delta med två lag om förre än 16 lag deltog.
^B  F2 Logistics Cargo Movers, Filippinerna drog sig ur p.g.a. spelarbrist och att landslaget tränade i Brasilien.
^C  JT Marvelous, Japan drog sig ur tävlingen då de hade Covid-19-fall i truppen.

## Deltagande lag
Följande lag deltog i turneringen:
| Förbund     | Lag                            | Ligaplats                                                    |
| ----------- | ------------------------------ | ------------------------------------------------------------ |
| Kazakhstan  | VK Altaj                       | Mästare Kazakstans damvolleybolliga 2021/2022                |
| Kazakhstan  | Kuanysj VK                     | Trea Kazakstans damvolleybolliga 2021/2022                   |
| Thailand    | Diamond Food VC                | Mästare Thailands volleybolliga för kvinnor 2020/2021        |
| Iran        | Barij Essence CSC              | Mästare Iranska förstaligan i volleyboll för damer 2020/2021 |
| Uzbekistan  | Dzjizzach pedagogiska institut |                                                              |
| Kirgizistan | Kirgizistan VK                 | Kirgizistans ungdomsliga                                     |

## Rankningskriterier
Om slutresultatet blev 3-0 eller 3-1 tilldelades 3 poäng till det vinnande laget och 0 till det förlorande laget, om slutresultatet blev 3-2 tilldelades 2 poäng till det vinnande laget och 1 till det förlorande laget. Om ett lag inte deltog i en match räknades det som en förlust med 0-3 i set (0-25, 0-25, 0-25).
Lagens position i respektive grupp bestämdes utifrån (i tur och ordning):
- Antal vunna matcher
- Poäng
- Kvot vunna / förlorade set
- Kvot vunna / förlorade poäng.
- Inbördes möte

## Gruppspel
- Alla tider är Kazakstan-tid (UTC+06:00).

|  | Kvalificerade för final               |
|  | Kvalificerade för match om tredjepris |

| # | Lag                            | Matcher | Matcher | Poäng | Set | Set | Set    | Bollpoäng | Bollpoäng | Bollpoäng |
| # | Lag                            | V       | F       | Poäng | V   | F   | Kvot   | V         | F         | Kvot      |
| - | ------------------------------ | ------- | ------- | ----- | --- | --- | ------ | --------- | --------- | --------- |
| 1 | VK Altaj                       | 5       | 0       | 15    | 15  | 1   | 15,000 | 396       | 320       | 1,238     |
| 2 | Kuanysj VK                     | 4       | 1       | 12    | 13  | 4   | 3,250  | 413       | 291       | 1,419     |
| 3 | Diamond Food VC                | 3       | 2       | 9     | 10  | 6   | 1,667  | 375       | 303       | 1,238     |
| 4 | Barij Essence CSC              | 2       | 2       | 6     | 6   | 6   | 1,000  | 292       | 311       | 0,939     |
| 5 | Dzjizzach pedagogiska institut | 1       | 4       | 3     | 3   | 13  | 0,231  | 208       | 380       | 0,547     |
| 6 | Kyrgyzstan                     | 0       | 5       | 0     | 1   | 15  | 0,067  | 205       | 387       | 0,530     |

| Datum  | Tid   |                                | Resultat |                                | Set 1 | Set 2 | Set 3 | Set 4 | Set 5 | Totalt | Rapport |
| ------ | ----- | ------------------------------ | -------- | ------------------------------ | ----- | ----- | ----- | ----- | ----- | ------ | ------- |
| 24 Apr | 11:00 | Dzjizzach pedagogiska institut | 0–3      | Diamond Food VC                | 8–25  | 8–25  | 10–25 |       |       | 26–75  | rapport |
| 24 Apr | 14:00 | VK Altaj                       | 3–1      | Kuanysj VK                     | 25–18 | 20–25 | 25–19 | 25–19 |       | 95–81  | rapport |
| 24 Apr | 17:00 | Kyrgyzstan                     | 0–3      | Barij Essence CSC              | 14–25 | 14–25 | 7–25  |       |       | 35–75  | rapport |
| 25 Apr | 11:00 | Diamond Food VC                | 1–3      | Kuanysj VK                     | 25–22 | 13–25 | 27–29 | 29–31 |       | 94–107 | rapport |
| 25 Apr | 14:00 | Dzjizzach pedagogiska institut | 0–3      | Barij Essence CSC              | 20–25 | 15–25 | 16–25 |       |       | 51–75  | rapport |
| 25 Apr | 17:00 | VK Altaj                       | 3–0      | Kyrgyzstan                     | 25–9  | 25–5  | 25–13 |       |       | 75–27  | rapport |
| 26 Apr | 11:00 | Barij Essence CSC              | 0–3      | Diamond Food VC                | 22–25 | 20–25 | 21–25 |       |       | 63–75  | rapport |
| 26 Apr | 14:00 | Kuanysj VK                     | 3–0      | Kyrgyzstan                     | 25–12 | 25–8  | 25–12 |       |       | 75–32  | rapport |
| 26 Apr | 17:00 | Dzjizzach pedagogiska institut | 0–3      | VK Altaj                       | 4–25  | 11–25 | 11–25 |       |       | 26–75  | rapport |
| 28 Apr | 11:00 | Diamond Food VC                | 3–0      | Kyrgyzstan                     | 25–7  | 25–14 | 25–10 |       |       | 75–31  | rapport |
| 28 Apr | 14:00 | Barij Essence CSC              | 0–3      | VK Altaj                       | 11–25 | 9–25  | 10–25 |       |       | 30–75  | rapport |
| 28 Apr | 17:00 | Kuanysj VK                     | 3–0      | Dzjizzach pedagogiska institut | 25–4  | 25–6  | 25–8  |       |       | 75–18  | rapport |
| 29 Apr | 11:00 | VK Altaj                       | 3–0      | Diamond Food VC                | 25–12 | 25–20 | 26–24 |       |       | 76–56  | rapport |
| 29 Apr | 14:00 | Kyrgyzstan                     | 1–3      | Dzjizzach pedagogiska institut | 16–25 | 20–25 | 25–12 | 19–25 |       | 80–87  | rapport |
| 29 Apr | 17:00 | Barij Essence CSC              | 0–3      | Kuanysj VK                     | 16–25 | 16–25 | 17–25 |       |       | 49–75  | rapport |

## Finalspel
- Alla tider är Kazakstan-tid (UTC+06:00).

### Match om tredjepris
| Datum  | Tid   |                 | Resultat |                   | Set 1 | Set 2 | Set 3 | Set 4 | Set 5 | Totalt | Rapport |
| ------ | ----- | --------------- | -------- | ----------------- | ----- | ----- | ----- | ----- | ----- | ------ | ------- |
| 30 Apr | 11:00 | Diamond Food VC | 3–1      | Barij Essence CSC | 20–25 | 25–15 | 25–11 | 25–21 |       | 95–72  | Report  |

### Final
| Datum  | Tid   |          | Resultat |            | Set 1 | Set 2 | Set 3 | Set 4 | Set 5 | Totalt  | Rapport |
| ------ | ----- | -------- | -------- | ---------- | ----- | ----- | ----- | ----- | ----- | ------- | ------- |
| 30 Apr | 14:00 | VK Altaj | 2–3      | Kuanysj VK | 26–24 | 25–21 | 28–30 | 23–25 | 6–15  | 108–115 | Report  |

## Slutplaceringar
| Rank | Lag                            |
| ---- | ------------------------------ |
| 1    | Kuanysj VK                     |
| 2    | VK Altaj                       |
| 3    | Diamond Food VC                |
| 4    | Barij Essence CSC              |
| 5    | Dzjizzach pedagogiska institut |
| 5    | Kyrgyzstan                     |

|  | Kvalificerade för Världsmästerskapet i volleyboll för klubblag 2022 |

| Lagmedlemmar |
| Elena Samoylova, Sabira Bekisheva, Natalya Smirnova, Ekaterina Mikhailova, Karyna Denysova, Tatyana Aldoshina, Yana Petrenko, Aleksandra Ćirović, Margarita Belchenko, Anastassiya Kolomoets, Nailya Nigmatulina, Kristina Shvidkaya |
| Tränare |
| Dobreskov Darko |

## Individuella utmärkelser
| - Mest värdefulla spelare Aleksandra Ćirović (SRB) (Kuanysj VK) - Bästa passare Danica Radenković (SRB) (VK Altaj) - Bästa vänsterspikrar Sana Anarkulova (KAZ) (VK Altaj) Karyna Denysova (UKR) (Kuanysj VK) | - Bästa centrar Kristina Anikonova (KAZ) (VK Altaj) Sasiwimol Sangpan (THA) (Diamond Food VC) - Bästa högerspiker Tatyana Aldoshina (KAZ) (Kuanysj VK) - Bästa libero Sabira Bekisheva (KAZ) (Kuanysj VK) |